# Bois de Wallieux
Le bois de Wallieux est situé sur le territoire de la commune de Soyécourt dans le département de la Somme. Il conserve des vestiges liés aux combats de la Première Guerre mondiale.

## Historique
Situé sur la ligne de front depuis 1914, Soyécourt était aux mains des Allemands et le village  voisin de Foucaucourt-en-Santerre était tenu par les Français. Au début de la bataille de la Somme, le 4 juillet 1916, les Français parvinrent à s'emparer du bois de Soyécourt. Le 11 août, la Xe Armée du général Micheler soutenue par le 2e et le 35e corps d'armée attaquèrent Soyécourt et Vermandovillers. Le village de Soyécourt a été reconquis par l’armée française, au cours de violents combats le 4 septembre 1916. Après une préparation d’artillerie qui pilonna ce qu’il restait du village, les poilus s’emparèrent de la première ligne allemande qui longeait le bois de Wallieux à l’ouest et poursuivirent leur marche vers le village de Deniécourt.

## Le site
En 1998, le Conseil général de la Somme fit aménager le bois de Wallieux pour rendre accessible à la visite les vestiges des combats de 1916: restes de tranchées, trous d’obus, cagnas, puits...
Au cœur du bois, a été installée une œuvre sculptée d’Ernest Pignon-Ernest intitulée L’autre côté des arbres, composée d’une série de troncs sectionnés, déchiquetés symbolisant la destruction et la mort.
Ernest Pignon-Ernest expliqua ainsi son œuvre : 

« Je me suis heurté à l’impossibilité de représenter le corps humain comme si l’ampleur des violences qu’on lui a fait subir, à la limite de l’indicible n’était pas présentable. A Soyécourt, la vie a repris, suggérant cette image, ce sentiment que partout où un homme est tombé, un arbre se dresse aujourd’hui, la vie renaît, la nature s’épanouit et aura demain effacé les traces, les cicatrices. Parmi ces arbres dressés, vivants qui vont continuer à s’épanouir, mon intervention consistera à inscrire des arbres décapités, brisés, moignons d’arbres mutilés comme un rapport permanent. »

Des panneaux explicatifs ont été installés à l'entrée du bois. Des chemins balisés et sécurisés permettent d'en faire le tour.

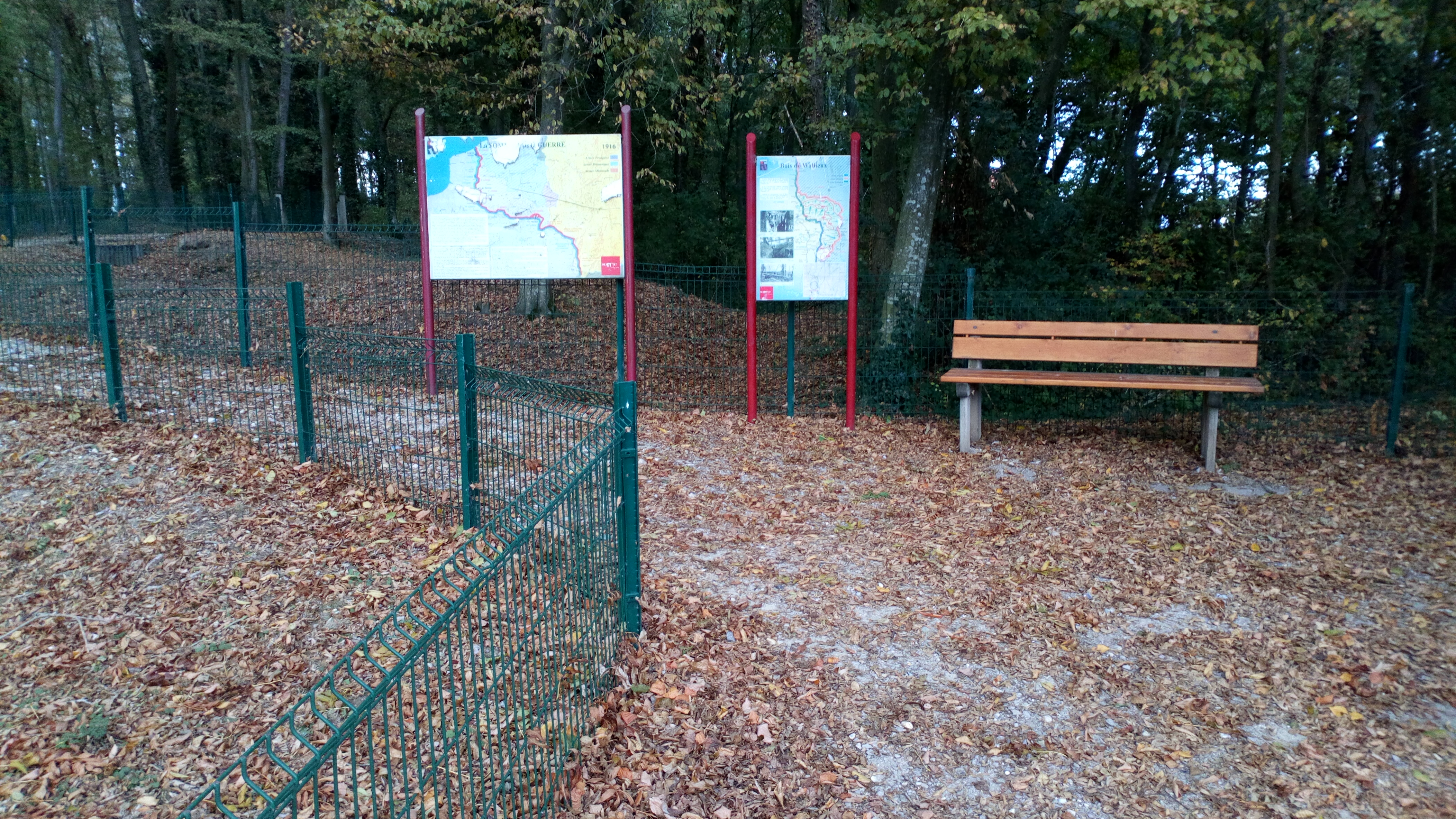
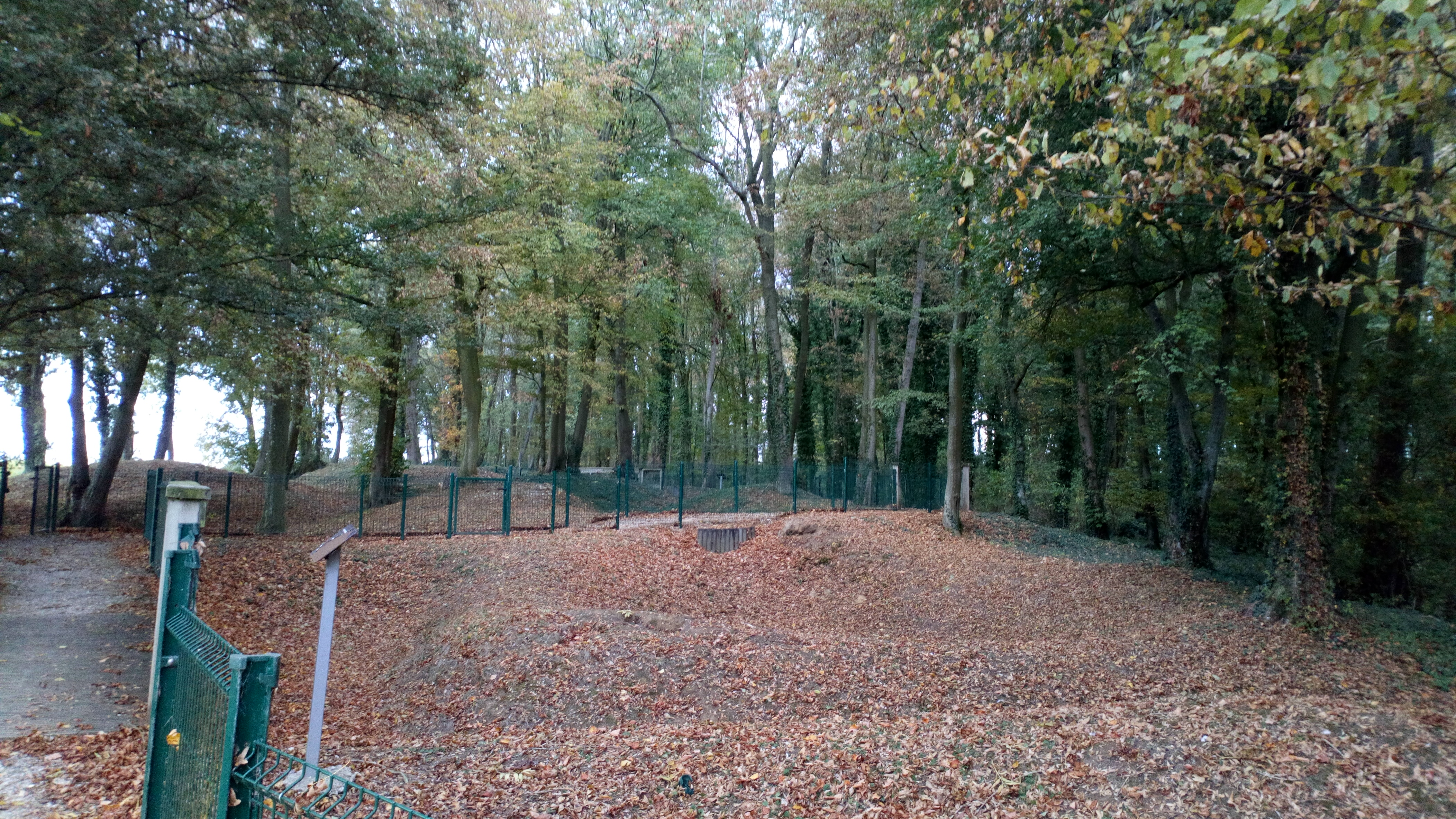
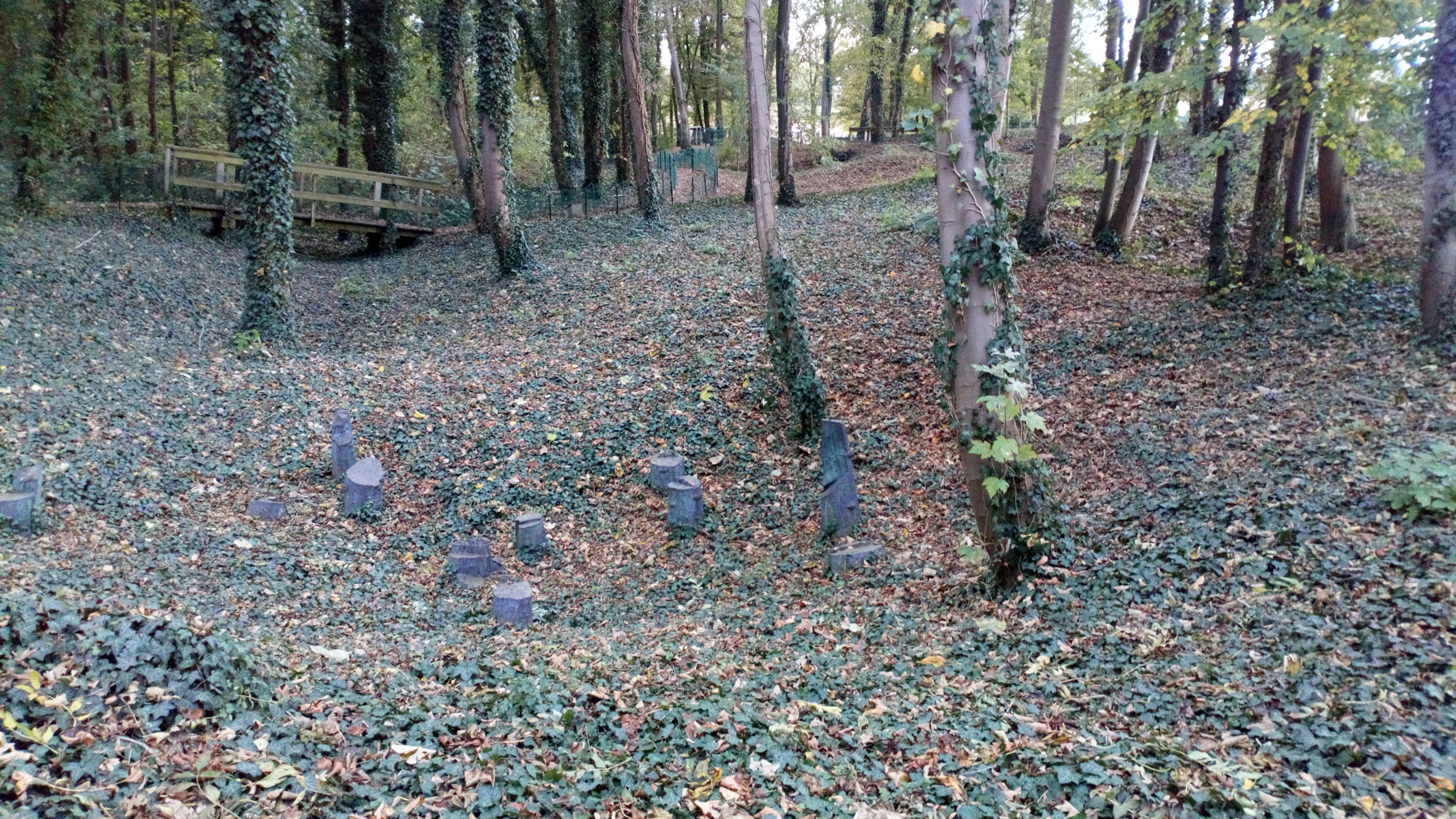
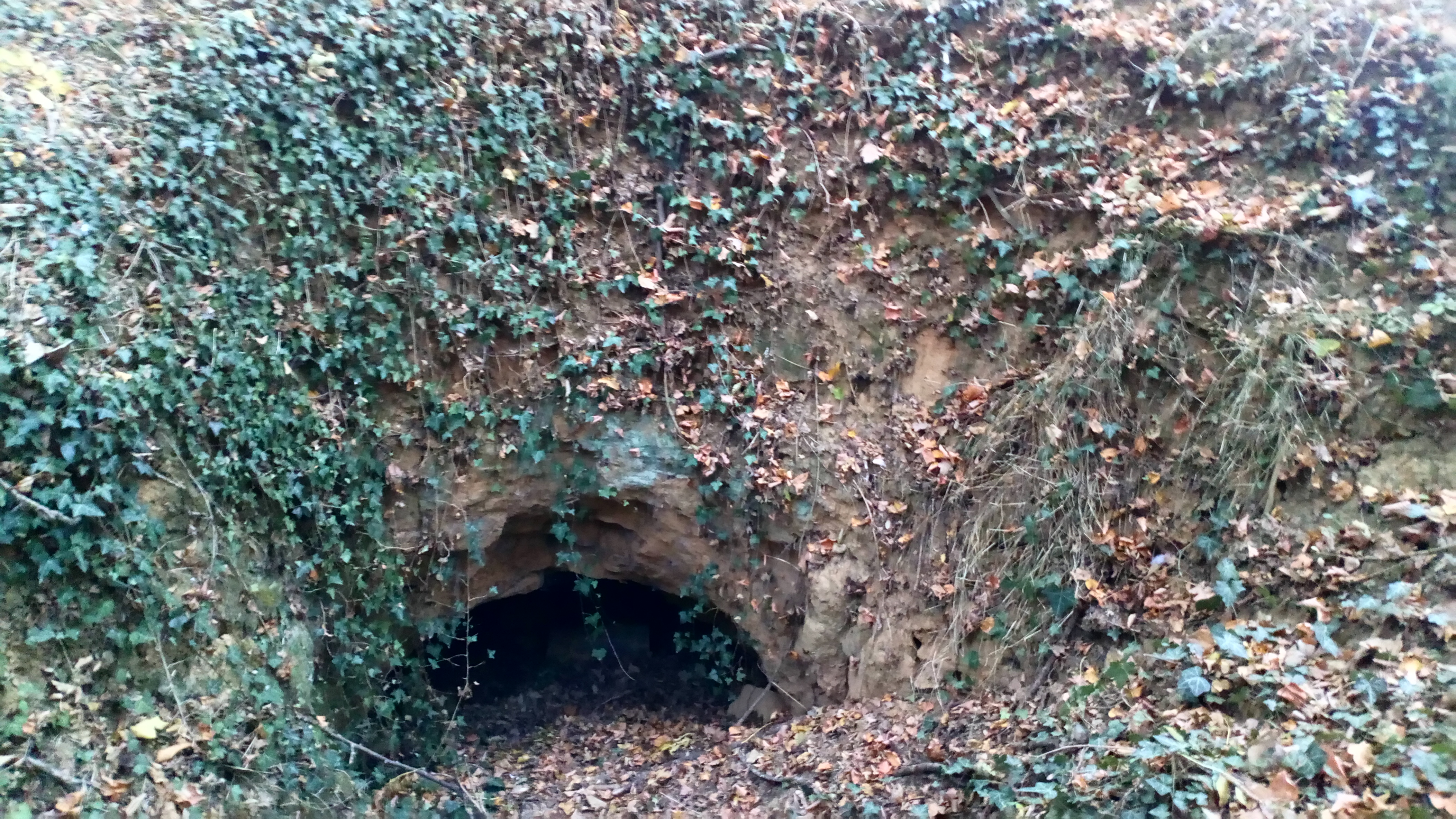
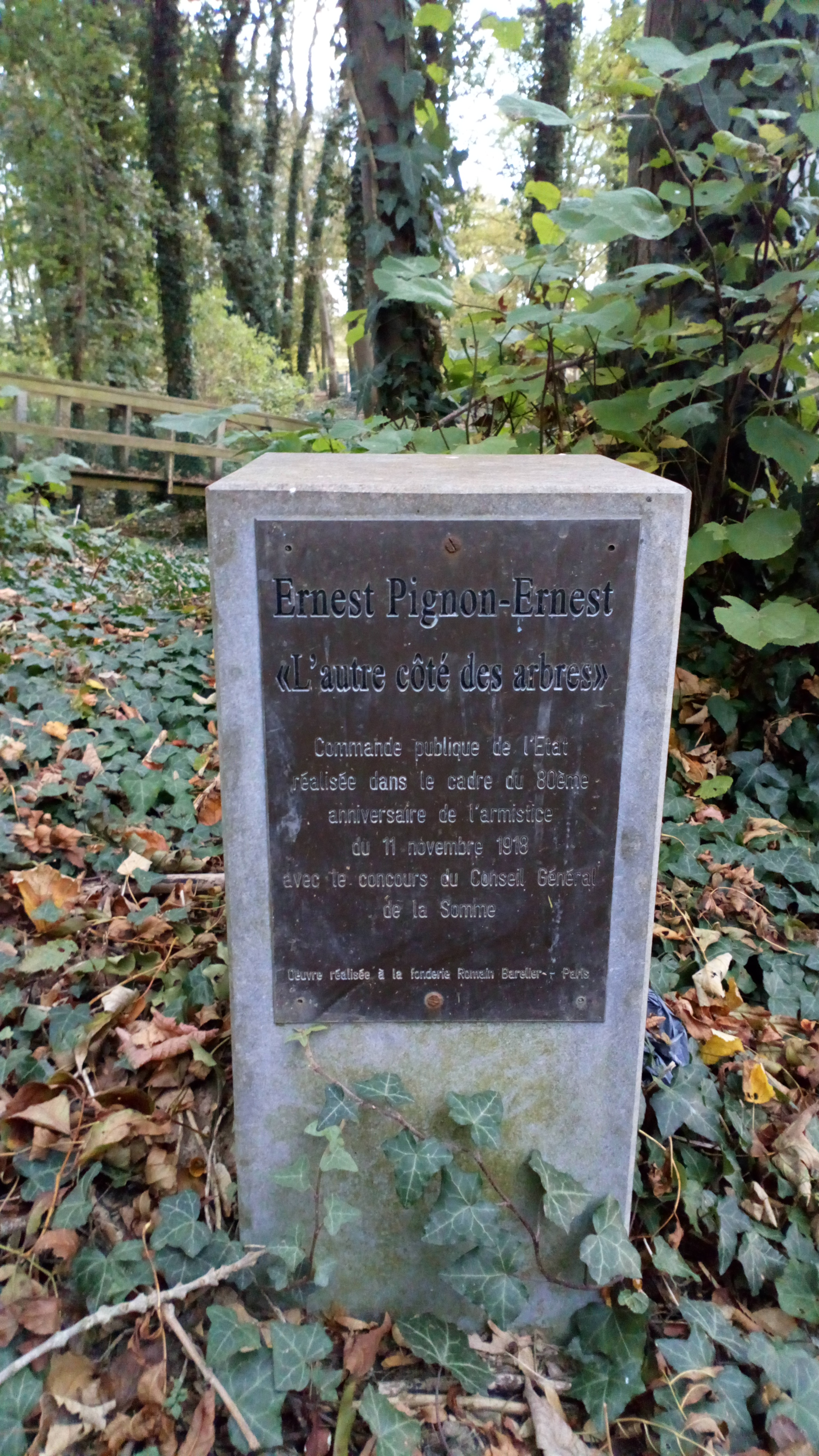